# Alexandromys mongolicus
Alexandromys mongolicus (Radde, 1861) è un roditore della famiglia dei Cricetidi diffuso nell'Ecozona paleartica.

## Descrizione

### Dimensioni
Roditore di piccole dimensioni, con la lunghezza della testa e del corpo tra 81 e 123 mm, la lunghezza della coda tra 21 e 39 mm, la lunghezza del piede tra 12 e 18 mm, la lunghezza delle orecchie tra 7 e 15 mm e un peso fino a 40 g.

### Aspetto
La pelliccia in inverno è più densa e lunga. Le parti superiori sono bruno-nerastre scure, mentre le parti ventrali sono grigio-cenere. Sono presenti 5, più raramente 6, cuscinetti sulla pianta dei piedi. La coda è più corta della testa e del corpo, scura sopra e più chiara sotto. Il cariotipo è 2n=50 FN=58.

## Biologia

### Comportamento
È una specie terricola e attiva durante tutto il giorno, con una breve interruzione a mezzogiorno. Negli ambienti aperti, gli individui sono attivi al tramonto e di notte.
Vivono solitamente in colonie familiari. Il territorio di una colonia contiene 5-6 tane. All'interno della colonia, tutti i nidi, i semplici tunnel di riparo e i siti di foraggiamento sono collegati da sentieri, la lunghezza di un percorso può essere fino a 10 metri. I nidi hanno 2-8 ingressi, un nido di 20 cm di diametro e 15–30 cm di profondità, e 1-2 magazzini.

### Alimentazione
Si nutre di parti verdi e sotterranee delle piante. Conserva il cibo, bulbi e radici, per l'inverno in nascondigli nella sua tana. Le scorte invernali sono di 1–2 kg per gruppo familiare.

### Riproduzione
Si riproduce tra in maggio e agosto. Partorisce 5-9 piccoli, di solito 6-7, due volte l'anno.

## Distribuzione e habitat
Questa specie è diffusa in maniera frammentata in Siberia meridionale, Mongolia settentrionale e orientale e nelle province cinesi della Mongolia interna, Heilongjiang e Jilin.
Vive in ambienti ripariali nelle foreste boreali di conifere, foreste miste, steppe forestali e zone steppiche e praterie montane fino a 3 000 metri di altitudine. Gli habitat principali sono i tussock.

## Conservazione
La IUCN Red List, considerato che ha una popolazione numerosa e un'ampia distribuzione, classifica A.mongolicus come specie a rischio minimo (Least Concern).